# Kozák březový
Kozák březový (Leccinum scabrum) je jedlá houba z čeledi hřibovité rozšířená na severní polokouli. Roste v symbióze s břízami, sbírá se od června do konce října. Vyskytuje se v listnatých i smíšených lesích, u cest, v nížinách i v horách - vždy ale výhradně pod břízami.

## Vzhled
Klobouk je vyklenutý, světle až tmavě hnědý, ale i šedý, šedo-hnědý nebo červenohnědý, široký 5 – 12 cm
Trubky jsou bílé, vysoké 10 – 25 mm, dolů vyklenuté
Třeň je vysoký 9 – 16 cm a tlustý 1,5 – 3,5 cm, válcovitý nebo kyjovitě ztloustlý, pevný, tvrdý, často prohnutý, nahoře zúžený, barvy bělavé a posetý černými šupinkami.
Dužina je bílá, později zbarvená do hněda, na klobouku měkká, snadno otlačitelná. Za vlhka je silně nasáklá vodou.
Výtrusy jsou velké 14 – 20 x 4 – 6 mikrometru, vřetenovité, hladké, bledě hnědavé. Výtrusný prach je hnědavý až hnědý.

## Využití
Kozák březový je jedlá houba. Nejlepší jsou však mladé houby, které jsou velmi chutné. Starší plodnice však měknou a třeně dřevnatějí. Obtížně se suší.